# 2,3,5-トリメチルピラジン
2,3,5-トリメチルピラジン（英: 2,3,5-trimethyl pyradine）は、化学式C7H10N2で表される複素環式化合物の一種。ピラジンにメチル基が3つ結合した構造で、ローストポテトやチョコレート、ナッツのような香りを持ち、食品香料などに用いられる。消防法に定める第4類危険物 第2石油類に該当する。

## 用途
欧米では食品香料として広く使われ、アメリカ合衆国では焼き菓子に5.67ppm、アイスクリーム2.75ppm、肉製品4.00ppm、清涼飲料2.00ppm、アルコール飲料1.00ppmなどの使用例がある。日本では2005年8月19日に食品衛生法施行規則が改正され、使用が認められた。

## 製造
天然にはオオムギ、牛肉、コーヒー、ほうじ茶、ポップコーン、米飯、醤油、エビ、ゆで卵などに広く存在する。工業的には1,2-ジアミノプロパンとジアセチルから合成される。

## 安全性
遺伝毒性は陰性であり、発癌性・内分泌攪乱性は確認されていない。引火点は67℃で、日本の消防法では危険物第4類第2石油類に区分される